# 打撃女医サオリ
『打撃女医サオリ』（だげきじょいサオリ）は、矢上裕による日本の漫画作品。『コミックチャージ』（角川書店）にて、2008年20号から2009年3号（休刊号）まで連載された。単行本は全2巻。
バップの東京思春期のコンテンツにて映像化されることが発表され、2010年末に先行配信。

## あらすじ
不死身城というボロビル群に構えた診療所「坂上クリニック」に勤務するセクシーな女医・坂上沙織。彼女は常に金属バット（滅菌済）を持ち、「打撃療法」と称して患者をバットで殴ることで治療する。治療する対象は人間に限らず、動物、温泉、果ては墜落中の飛行機にまで及ぶ。彼女は今日も今日とて誰かを殴って治す。

## 登場人物
演は出演俳優。
坂上 沙織（さかじょう さおり）
演 - みひろ
眼鏡をかけたセクシーでクールな女医。常に金属バット（滅菌済）を持っており、それを振るって殴ることで人の病気や物の故障などを治（直）す。この医療方法は、作中では「打撃療法」と呼ばれる。また、対象を直接殴るだけでなく、別のものを殴って飛ばし、対象に当てることで治療するパターンなどもある。「坂上クリニック」と言う病院を経営する女医であるが、医療免許は持っていないらしい。また、草野球に時折参加することがあり、バッターとしての腕前もホームランを打ちまくるなどかなりのもの。
二宮 直人（にのみや なおと）
演 - 小久保寿人
看護師志望の青年。ごく普通の青年。作中では一番の常識人。沙織とは求職活動中に偶然通りかかっただけの出会いであったが、その際に打撃療法で尿道結石を治療してもらった。その後、坂上クリニックに就職して沙織の下で働くこととなる。いつも沙織に殴られているが、最近では慣れてきている模様。草野球チーム「富士見台パンサーズ」に所属している。
永井 輝美（ながい てるみ）
看護師の少女。自称ではあるが、宇宙からの電波を受信し、会話が出来るという特技を持つ。発作を起こしてパ行しか話せなくなったりして周囲から気味悪く思われて仕事を解雇され、苦しんでいたところに沙織の病院を訪ねて治療してもらうことになり、その後、坂上クリニックで働くことになる。
クロ
沙織によって通風を治療してもらったクロヒョウ。沙織に治してもらったことに恩を感じたのか懐き、現在は動物園を離れて坂上クリニックに居候中。左目に大きな傷がある。
綾瀬 晶（あやせ あきら）
直人達とよく対戦する草野球チーム「バルキリーズ」のピッチャーの女性。草野球ながら、そのピッチャーとしての腕前はメジャーリーグ級。不調のため日本プロ野球レベルに落ちていたが、沙織に治療されて全快。しかし沙織にはあっけなくホームランを打たれてしまったため、リベンジに燃える。何度か勝負を挑んでいるが、いつもホームランを打たれてしまう。

## 用語
不死身城（ふじみじょう）
無数の雑居ビルが増改築を繰り返した結果、不気味な印象をもたらす巨大な建物。「坂上クリニック」も含まれている。
富士見台パンサーズ
直人が所属する草野球チーム。試合には時々沙織が参加する。綾瀬達のチーム「バルキリーズ」と時折対戦している。

## 実写化
2010年秋、映像コンテンツの新たな展開を目指し、バップから新シリーズ「東京思春期」が誕生。その第1作目として、本作品が選ばれた。主演はみひろが務め、2010年夏に撮影が都内にて行われ、2010年末に配信開始。全4話。

### ストーリー
看護師志望の21歳・二宮直人は、草野球の試合でボロボロに打たれて落ち込んでいた。そんな直人の目の前に突如現れたのは、黒いキャミソールと白衣姿、手にしているのは金属バット。個人クリニックを経営する坂上サオリであった。彼女は、打撃療法と称し、バットで殴ることで病を治療する。サオリは突然直人に向かってバットを振り下ろした。

### キャスト
- 坂上 沙織：みひろ
- 二宮 直人：小久保寿人

### スタッフ
- 監督：平林克理
- 脚本：鈴木謙一
- 音楽：森野宣彦
- チーフプロデューサー：茶ノ前 香
- プロデューサー：穂山賢一、行実良、若林雄介
- 製作著作：バップ

## 既刊一覧
1. 2008年12月5日初版、ISBN 978-4-04-725054-3
2. 2009年3月5日初版、ISBN 978-4-04-715205-2